# Wolfgang Lohmann (Polizist)

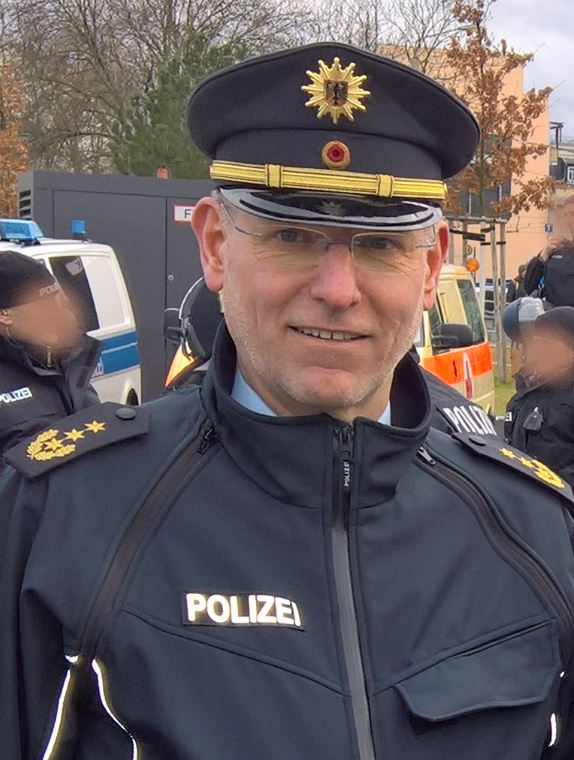
Wolfgang Lohmann (2017)

Wolfgang Lohmann (* 27. September 1957 in Celle) ist ein deutscher Polizist. Er war von 20212 bis zu seinem Eintritt in den Ruhestand 2018 Inspekteur der Bereitschaftspolizeien der Länder im Bundesinnenministerium.

## Leben
Wolfgang Lohmann trat 1978 in den Bundesgrenzschutz ein und durchlief verschiedene Funktionen im Bundesgrenzschutz und dessen Nachfolgeorganisation Bundespolizei. Er war seit 1981 als Führungskraft auf allen Ebenen der Bundespolizei tätig gewesen.
Von 1978 bis 1981 absolvierte er die Ausbildung für den gehobenen Polizeivollzugsdienst an der Grenzschutzschule Lübeck. Anschließend hatte er bis 1989 unterschiedliche Funktionen des Einsatzes, der Ausbildung und Stabsarbeit im Bereich des Grenzschutzkommandos Nord sowie an der Grenzschutzschule. Seinem Aufstieg in den höheren Dienst des Polizeivollzugsdienstes und dem Studium an der Polizei-Führungsakademie Münster (heute Deutsche Hochschule der Polizei) von 1989 bis 1991 folgte die Ernennung zum stellvertretenden Abteilungsführer einer Grenzschutzabteilung. In den Jahren 1992/1993 war er als Dozent an der Fachhochschule des Bundes für öffentliche Verwaltung, Fachbereich BGS tätig.
Lohmann arbeitete von 1993 bis 1996 als Referent im Bundesministerium des Innern für polizeifachliche Aus- u. Fortbildung, Polizeisport, Prüfungswesen und Seelsorge im BGS, bevor er bis 1997 Referent im Bundesministerium des Innern für Grundsatzangelegenheiten der Führung und des Einsatzes sowie der polizeilichen Öffentlichkeitsarbeit war. Er arbeitete seit 1997 als Leiter des Hauptsachgebiets Einsatz im Bundesgrenzschutzamt Hannover (bis 1999) und als grenzpolizeilicher Verbindungsbeamter im italienischen Innenministerium in Rom (bis 1998). Lohmann leitete 1999/2000 die Planungsgruppe und den Führungsstab EXPO 2000 des BGS. Als Referent im Bundesministerium des Innern für Grundsatz- und Organisationsangelegenheiten sowie Verwaltungsmodernisierung des BGS war er von 2000 bis 2002 tätig, bevor er Leiter des Bundespolizeiamtes Berlin wurde. Dieses Amt legte er nieder, als er am 3. März 2008 zum Vizepräsidenten beim Bundespolizeipräsidium berufen wurde. In dieser Funktion war er verantwortlich für den operativen Einsatz der Bundespolizei im In- und Ausland sowie für die strategische Planung.

### Inspekteur der Bereitschaftspolizeien der Länder
Im Juli 2012 wurde die Spitze der Bundespolizei von Bundesinnenminister Hans-Peter Friedrich ausgewechselt. Im August 2012 wurde Wolfgang Lohmann zum Inspekteur der Bereitschaftspolizeien der Länder ernannt. In dieser Funktion setzte er sich in besonderer Weise ein für die weitere Professionalisierung der Bereitschaftspolizeien, basierend auf einem Erhalt der Einsatzstärke sowie technischer und taktischer Kompatibilität. Neben dem Aufgabenschwerpunkt „Bereitschaftspolizei“ wurden dem Inspekteur die Bereiche Sport und Sicherheit, Ausbildungs- und Ausstattungshilfe für ausländische Polizeien in Zusammenarbeit mit den Polizeien der Länder sowie bestimmte Aufgaben im Krisenmanagement zugewiesen. In diesem Zusammenhang war er von August 2015 bis Januar 2016 im Bundesministerium des Innern auch Leiter des Stabes zur Koordinierung der Flüchtlings- und Asylbewerberaufnahme. Zudem engagierte er sich mit Unterstützung der Polizeien der Länder in der bilateralen polizeilichen Zusammenarbeit zwischen der Bundesrepublik Deutschland und verschiedenen Staaten. Unter anderem begleitete er aktiv den Reformprozess der kroatischen Polizei durch Transfer deutscher Erfahrungen. Lohmann war in der Bundespolizei verantwortlich für den polizeilichen Einsatz im In- und Ausland sowie für die strategische Fortentwicklung und das Controlling der Bundespolizei.  So engagierte er sich auch im Arbeitskreis „Steuerung und Controlling in öffentlichen Institutionen“, dessen Ziel es ist, bestehende Entwicklungsansätze ergebnis- und wirkungsorientierter Steuerung im öffentlichen Bereich zu unterstützen und aktiv voranzutreiben.
Im Nebenamt war er als Lehrbeauftragter an der ehemaligen Deutschen Universität für Weiterbildung (DUW) in Berlin tätig und Mitglied des Fachbeirates im Forschungsinstitut für Compliance, Sicherheitswirtschaft und Unternehmenssicherheit (FORSI) an der DUW.
Mit Ablauf des 31. August 2018 trat Lohmann in den Ruhestand.

### Nach dem Eintritt in den Ruhestand
Seit seinem Ruhestand ist Lohmann Programmbeiratsmitglied und Ansprechpartner für Referentinnen und Referenten aus dem Bereich Berliner Kongress für wehrhafte Demokratie (BOS) bei der Wegweiser Media & Conferences GmbH. Zudem ist er ehrenamtlich tätig im Zukunftsforum Öffentliche Sicherheit (ZOES). Er ist Mitglied des Geschäftsführenden Vorstandes des ZOES und ist in dieser Funktion für Fragen und Themen der Sicherheitsbehörden zuständig.

## Auszeichnungen
- 2021 Verleihung des Orden des Kroatischen Flechtwerks[7]